# Condemnation
Condemnation is een nummer van de Britse band Depeche Mode uit 1993. Het is de derde single van hun achtste studioalbum Songs of Faith and Devotion.
De plaat is een rocknummer met sterke gospelinvloeden. Aanvankelijk wilden de bandleden dat Martin Gore het nummer inzong in plaats van Dave Gahan, maar Gahan stond erop dat híj het inzong in plaats van Gore. Gahan wilde dat dit nummer de eerste single van het album zou worden, maar verloor van de andere bandleden die liever I Feel You hadden. "Condemnation" werd een hit in een aantal Europese landen. Zo bereikte het de 9e positie in het Verenigd Koninkrijk. In het Nederlandse taalgebied haalde het nummer de hitparades niet.
De bijbehorende videoclip werd geregisseerd door Anton Corbijn.

## Tracklijst
- UK CD-single

1. "Condemnation" (Paris mix) – 3:21
2. "Death's Door" (Jazz mix) – 6:38
3. "Rush" (Spiritual Guidance mix) – 5:31
4. "Rush" (Amylnitrate mix – instrumentaal) – 7:43

- UK limited-edition CD- en 12-inchsingle

1. "Condemnation" (live) – 4:10
2. "Personal Jesus" (live) – 6:00
3. "Enjoy the Silence" (live) – 6:46
4. "Halo" (live) – 4:54

- UK 12-inchsingle

A1. "Condemnation" (Paris mix) – 3:21
A2. "Death's Door" (Jazz mix) – 6:38
B1. "Rush" (Spiritual Guidance mix) – 5:31
B2. "Rush" (Amylnitrate mix – instrumentaal) – 7:43
B3. "Rush" (Wild Planet mix – vocaal) – 6:23